# Wild (album)
Wild is de originele soundtrack van de Amerikaanse film Wild uit 2014.
De soundtrack werd gereleaset op 10 november 2014 door Sony's Legacy Recordings en bevat 15 tracks uit verschillende muziekperiodes. De supervisie was in handen van Susan Jacobs.
Regisseur Jean-Marc Vallée vertelde dat het de bedoeling was om de muziek hoofdzakelijk te gebruiken in de film tijdens de flashbacks om zo een idee te geven naar welke muziek Cheryl Strayed luisterde in haar leven. De rode draad doorheen de film is het lied El cóndor pasa van Simon & Garfunkel.

## Nummers
1. El condor pasa (If I Could) – Simon & Garfunkel
2. Walk unafraid – First Aid Kit
3. Let 'em in – Paul McCartney and Wings
4. I can never go home anymore – The Shangri-Las
5. Suzanne – Leonard Cohen
6. Don't be cruel – Billy Swan
7. Be my friend – Free
8. Something about what happens when we talk – Lucinda Williams
9. Glory box – Portishead
10. Tougher than the rest – Bruce Springsteen
11. Are you going with me? – Pat Metheny Group
12. The air that I breathe – The Hollies
13. Homeward bound – Simon & Garfunkel
14. Ripple – Brian Borcherdt & Eric D. Johnson
15. Red River Valley – Evan O'Toole